# Sedum morganianum
Pour les articles homonymes, voir Queue d'Âne.
Espèce
Sedum morganianum, aussi appelée queue d'âne, orpin de Morgane ou queue de burro, est une espèce de plante à fleurs de la famille des Crassulacées, originaire du sud du Mexique et du Honduras.

## Dénominations
Cette espèce est aussi appelée queue d'âne, orpin de Morgane, ou queue de burro.

## Caractéristiques

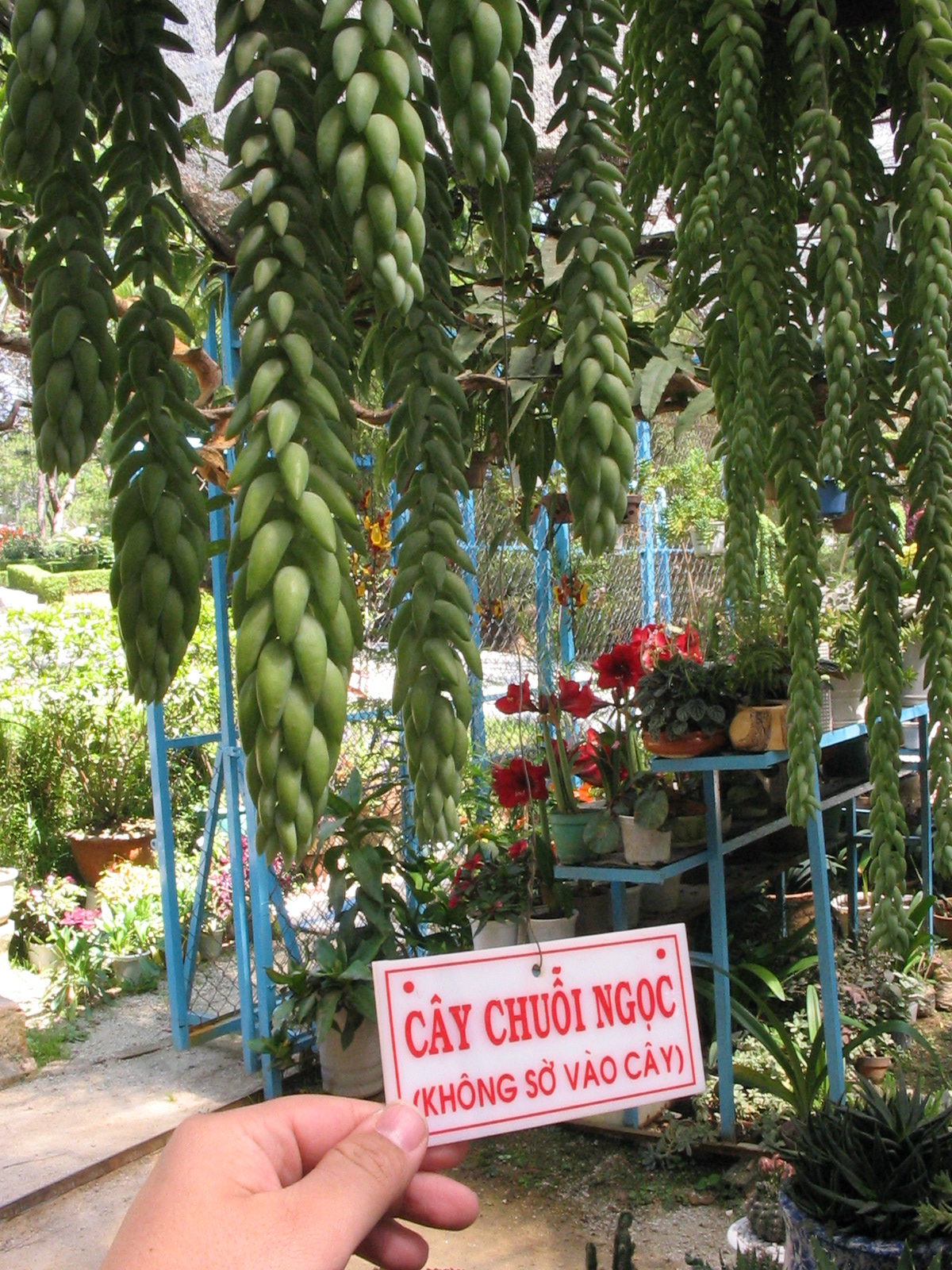
Sedum morganianum en Đà Lạt, Viêt Nam.

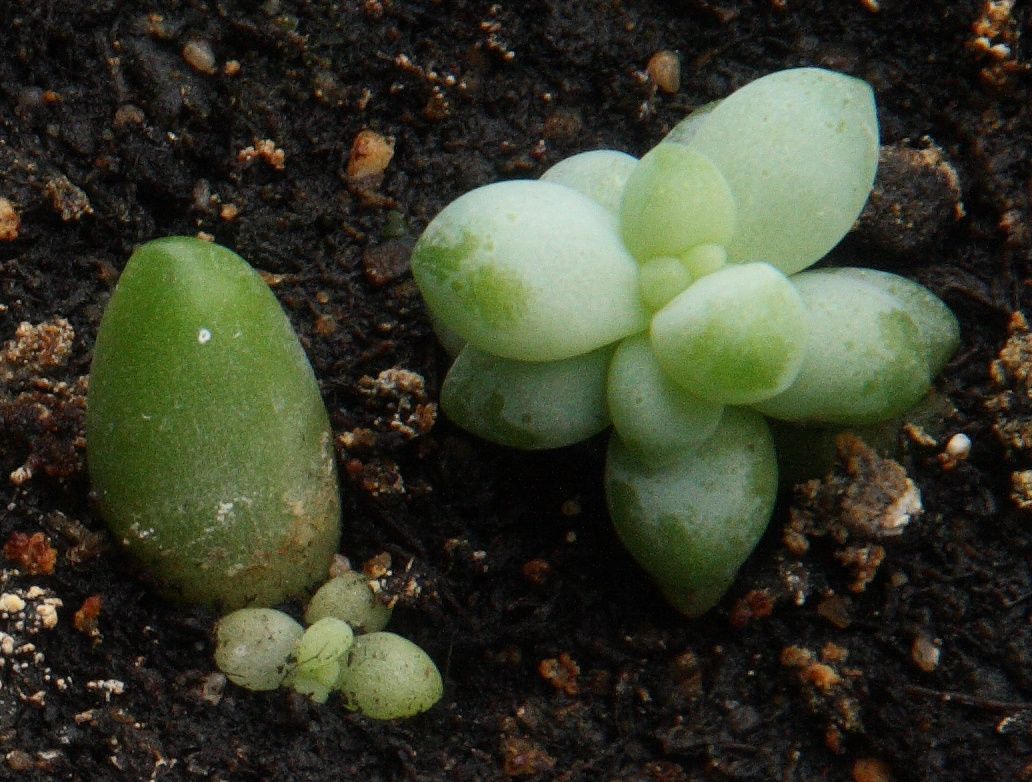
feuilles (à gauche), tige (à droite).

C'est une plante vivace succulente produisant des tiges pendantes atteignant 60 cm (24 po) de long, avec des feuilles charnues bleu-vert et des fleurs terminales roses à rouges en été.

## Classification
C'est une plante de la famille des Crassulacées.

## Écologie
Elle est originaire du sud du Mexique et du Honduras.

## Utilisation
Elle est utilisée comme plante ornementale.

## Culture

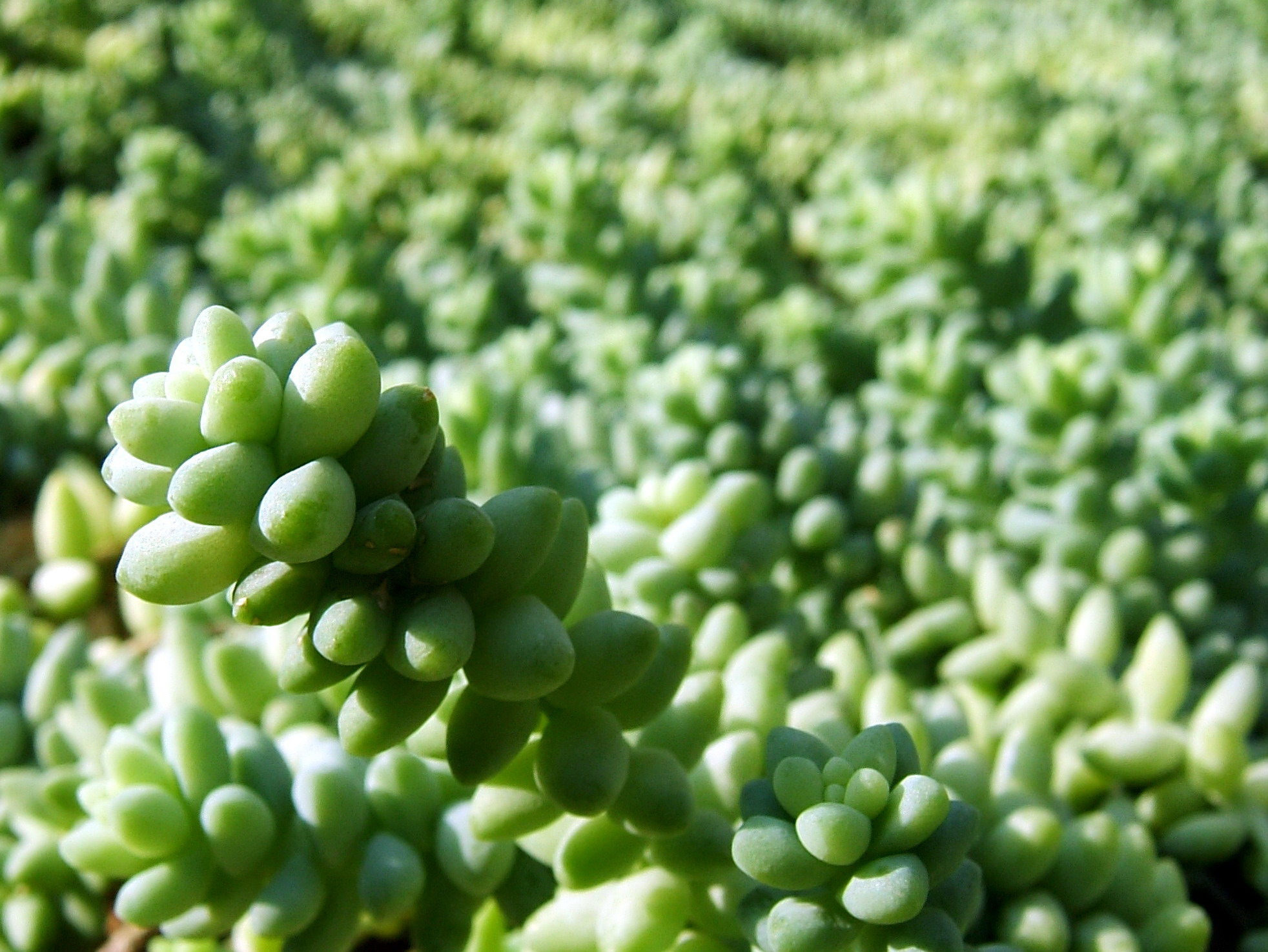
Sedum morganianum 'Burrito' variation.

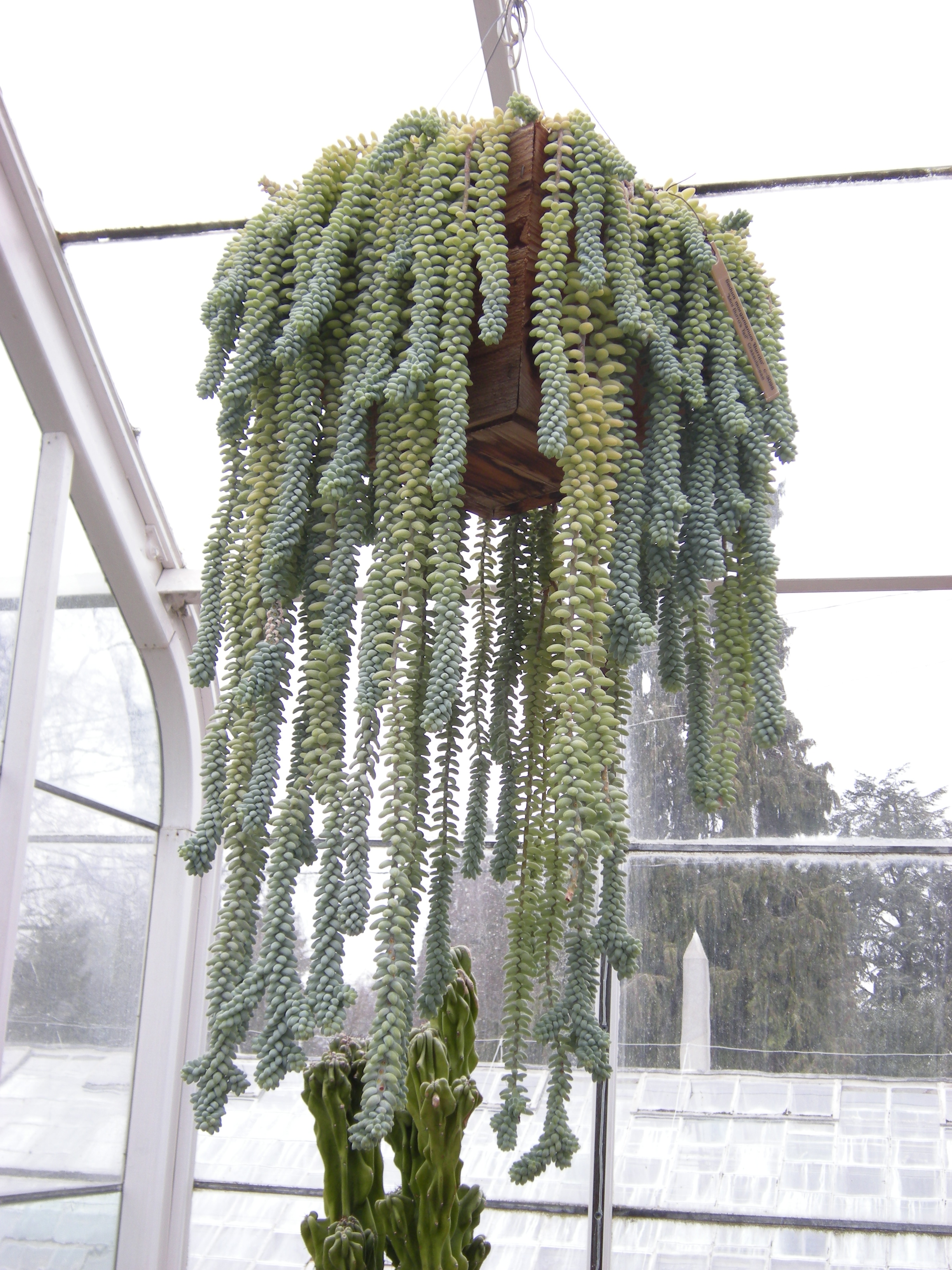
Photographié au Volunteer Park Conservatory, Seattle, Washington.

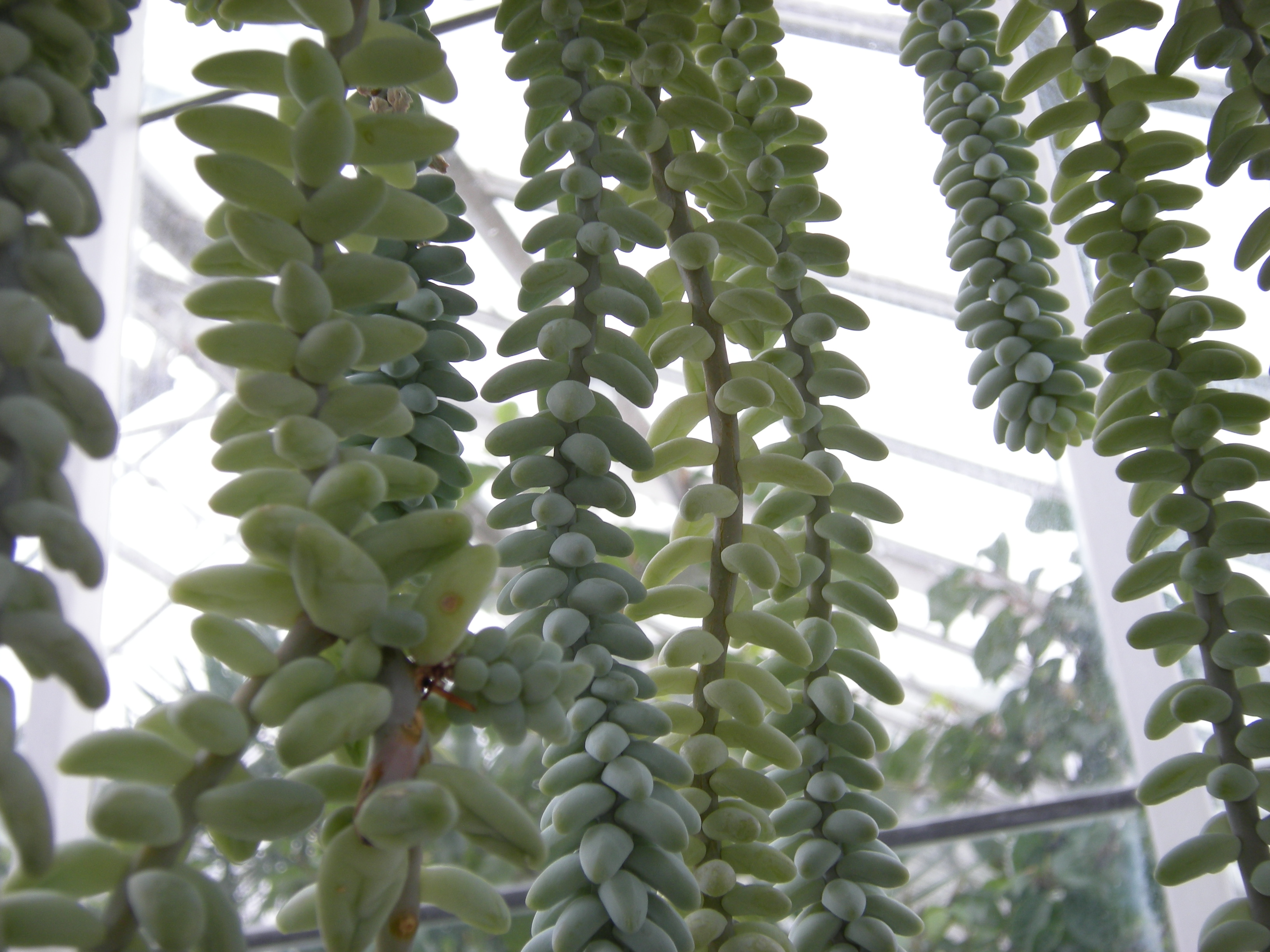
Variété burrito.

Plusieurs variétés sont cultivées.

## Aspects culturels
Cette plante a remporté le Prix du Mérite du Jardin de la Société royale d'horticulture.